# Теорія топосів
Теорія топосів — розділ теорії категорій, що вивчає топоси — категорії з певними додатковими структурами, і математичні (категорійні) методи, пов'язані з топосами.
Розвиток теорії топосів почався в другій половині XX століття. Її ідеї знайшли застосування в різних частинах сучасної математики, особливо в геометрії та математичній логіці.
Поняття топосу є категорійним аналогом поняття множини в класичній математиці. Розглянемо категорію множин (Set), де як об'єкти виступають множини, а як морфізми — відображення між множинами. Очевидно, що ця математична конструкція справді задовольняє аксіомам категорії. Але очевидно, щоб категорійно розглядати множини разом із усіма їхніми властивостями даної аксіоматизації зовсім недостатньо, визначення категорії занадто загальні, щоб відбити властивості множин. Так, у кожної множини існують елементи, а в категорії множин об'єкти ніяких елементів не мають. Таким чином, для повноцінної роботи з категорією множин, що дійсно відбиває поняття множини, необхідно визначити додаткові властивості, яким повинна задовольняти категорія, щоб бути схожою на множини.
Таку аксіоматизацію провели американські математики Вільям Ловер та Майлз Тірні. Вони визначили категорійні аналоги операцій на множинах за допомогою базової категорії границі. Помічено, що кожна базова операція над множинами, що створює нову множину, заснована на деякій універсальній властивості, пов'язаній із цією новою множиною відносно базових. Виявляється, в подібний спосіб можна категорійно описати всі можливі конструкції утворення нових множин із наявних. Як узагальнення основних теоретико-множинних конструкцій і самої теорії множин уводиться елементарний топос — декартово замкнута категорія з класифікатором підоб'єктів.

## Застосування
Теорію топосів розроблено в 70-х роках XX століття, і зараз її основний розвиток йде в напрямку пошуку застосувань теорії до різних галузей людської діяльності. Так, побудова аксіоматичних теорій легко і елегантно описується в теорії топосів, і дослідження пов'язані зі знаходженням різних наслідків такого опису в оригінальній аксіоматиці.